# Viran Morros
Viran Morros de Argila, né le 15 décembre 1983 à Barcelone, est un joueur espagnol de handball évoluant au poste d'arrière gauche ou, le plus souvent, de défenseur exclusif. 
Champion du monde en 2013 puis double champion d'Europe en 2018 et 2020 avec l'Espagne, il évolue depuis 2021 au Füchse Berlin après 3 saisons au  Paris Saint-Germain.

## Résultats

### En clubs
Compétitions internationales
- Vainqueur de la Ligue des champions (3) : 2008, 2009, 2015
- Vainqueur de la Coupe des coupes (1) : 2005
- Vainqueur de la Super Globe (2) : 2010, 2013

Compétitions nationales
- Vainqueur du Championnat d'Espagne (10) : 2008, 2009, 2010, 2012, 2013, 2014, 2015, 2016, 2017 et 2018
- Vainqueur de la Coupe d'Espagne (7) : 2007-08, 2010-11, 2014, 2015, 2016, 2017 et 2018
- Vainqueur de la Coupe ASOBAL (9) : 2008, 2011, 2012, 2013, 2014, 2015, 2016, 2017 et 2018
- Vainqueur de la Supercoupe d'Espagne (8) : 2007-08, 2010-11, 2012-13, 2013-14, 2014-15, 2015-16, 2016-17 et 2017-18
- Vainqueur du Championnat de France (3) : 2019, 2020, 2021
- Vainqueur de la Coupe de la Ligue française (1) : 2019
- Vainqueur de la Coupe de France (1) : 2021
- Vainqueur du Trophée des champions (1) : 2019

### En équipe d'Espagne
Championnats du monde
- 13e place au Championnat du monde 2009
- Médaillé de bronze au Championnat du monde 2011
- Médaillé d'or au Championnat du monde 2013
- 4e place au Championnat du monde 2015
- 5e place au Championnat du monde 2017
- 7e place au Championnat du monde 2019
- Médaille de bronze au Championnat du monde 2021

Championnats d'Europe
- 6e place au Championnat d'Europe 2010
- 4e place au Championnat d'Europe 2012
- Médaillé de bronze au Championnat d'Europe 2014
- Médaille d'argent au Championnat d'Europe 2016
- Médaille d'or au Championnat d'Europe 2018
- Médaille d'or au Championnat d'Europe 2020

Jeux olympiques
- 7e place aux Jeux olympiques de 2012 de Londres
- Médaillé de bronze aux Jeux olympiques de 2020 de Tokyo

Autres
- Médaillé d'or aux Jeux méditerranéens de 2005

### Récompenses individuelles
- Élu meilleur défenseur du Championnat d'Europe 2012
- Élu meilleur défenseur du Championnat d'Espagne (5) : 2008[4], 2013[5], 2014, 2015 et 2016